# Повстання у Воттсі
Завору́шення у Во́ттсі (Повста́ння у Во́ттсі) — порушення громадського порядку (міжетнічний конфлікт) в районі Лос-Анджелеса Воттс 11—17 серпня 1965 року.
Заворушення у Воттсі залишалися найбільшими аж до бунту в Детройті в 1967 році. У результаті шестиденних заворушень 34 людини загинуло, 1032 людини отримали поранення, 3438 були арештовані, завдані збитки оцінили в понад сорок мільйонів доларів.

## Передісторія
Під час «Великої міграції» (англ. Great Migration) в 1920-х роках велика кількість афроамериканського населення переїхала в північні міста країни — Детройт, Чикаго і Нью-Йорк із метою порятунку від расової сегрегації, «законів Джима Кроу», насильства південних штатів. Міграція темношкірого населення проходила в основному через Лос-Анджелес. Під час «Другої великої міграції» (англ. The Second Great Migration) чорношкіре населення масово переїжджало на Західне узбережжя США через створення великої кількості робочих місць в оборонній промисловості під час Другої Світової війни.
Чисельність чорношкірого населення Лос-Анджелеса зросла від 63 700 осіб в 1940 році до 763 000 в 1970 році, зробивши тим самим чорношкіру діаспору видимою для кожного.

## Расова сегрегація в місцях проживання
Лос-Анджелес «де-юре» не мав законів про сегрегацію (поділ за законом) як у південних штатів, але був ряд обмежувальних угод, які забороняли чорношкірим і латиноамериканцям орендувати й купувати житло в певних місцях. Попри те, що в 1948 році суди визнали наявність подібних обмежень незаконними, вони все-таки продовжували існувати ще досить довго. З початку двадцятого століття Лос-Анджелес розділявся за етнічною ознакою. У 1920-ті роки в Лос-Анджелесі прийняли перші в країні угоди про обмеження на ринку житла за расовою ознакою. До початку Другої світової війни 95 % житлового фонду Лос-Анджелеса були під забороною для заселення чорношкірими й азійцями. Національні меншини, які проходили службу в збройних силах США і працювали на оборонних підприємствах Лос-Анджелеса, зіткнулися з дедалі більшою дискримінацією на ринку житла. До того ж представники національних меншин зіткнулися з обмеженнями на ринку приміського житла й у праві на поселення в районах Східного, Південного Лос-Анджелеса, Воттса і Комптона. Існування цих заборон призвели до обмежень на навчання й роботу для національних меншин.
З підвищенням кількості чорношкірого населення в районі Воттса в будівельників житла з'явилася можливість для освоєння нової території. Наприклад, компанія «Davenport Builders» стала найбільшим забудовником, яка відреагувала на підвищення попиту серед чорношкірого населення й почала забудовувати неосвоєні землі в Комптоні. Цей район спочатку займало білошкіре населення, в 1940-ві роки швидко перетворився в район для афроамериканського середнього класу, де «сині комірці» могли насолоджуватися життям далеко від нетрів. Забудовники запропонували хороші умови для проживання, будинки великої площі для всієї родини й можливості для виховання дітей.
На початку 1950-х років через підвищення кількості чорношкірого населення район Південного Централа перетворився в місце расової нетерпимості, вибухів, стрілянини по білому населенню й спалювання хрестів на галявинах перед будинками, куплених чорношкірими. У ході подальшого розвитку насильства, що почалося в 1920-ті роки, організовані з представників білошкірого населення банди в околицях таких міст, як Саут-Ґейт і Гантіґтон-Парк, почали регулярно нападати на чорношкірих, що проїжджали через ці міста. Для захисту від подібних нападів з боку білошкірого населення чорні стало збиратися в загони самооборони, що згодом заклало основу для формування вуличних банд.
Стрімке зростання передмість, більшість з яких мали ті чи інші обмеження для поселення чорношкірого населення, призвело до масового виїзду білих, які проживали в прикордонних з чорним населенням кварталах. Швидке поширення чорних досягалося шляхом використання заходу «блокбастинг», за якого спекулянти нерухомістю отримували один будинок на повністю «білій» вулиці, а потім здавали або продавали його чорним. Це призводило до того, що білошкіре населення виїжджало, а спекулянти викуповували виставлені на продаж будинки за зниженими цінами для їхнього подальшого перепродажу чорношкірому населенню.

## Дискримінація з боку поліції
Чорношкіре і латиноамериканське населення дискримінували не тільки у сфері можливостей отримання високооплачуваної роботи, на ринку житла й серед політичних свобод — воно стикалося з дискримінацією також із боку поліційного управління Лос-Анджелеса. У 1950 році на посаду керівника департаменту поліції Лос-Анджелеса призначили Вільяма Паркера. Паркер прагнув більшої незалежності від політичного впливу на поліцію для створення професійної команди, які зазнали серйозних втрат після великого скандалу, викликаного «Кривавим Різдвом» в 1951 році. Громадськість підтримала його й проголосувала за спеціальне рішення, що відділяла поліційний департамент від решти уряду й у 1960-х роках управління Лос-Анджелеса вважалося одним із кращих у країні.
Попри проведені реформи в поліції, в результаті яких була створена дієва професійна команда, управління поліції Лос-Анджелеса критикували за «поліційну жорстокість» щодо чорношкірого й латиноамериканського населення.
Вільям Паркер ввів серед офіцерів поліції «обробку» якомога більшої кількості дітей та підлітків чорношкірого населення. Його думкою була демонстрація домінування білошкірої людини над чорношкірими, щоб вони краще розуміли — хто в домі господар. Утиски через расове питання викликали невдоволення чорношкірого населення у Воттсі й 11 серпня 1965 року тут почалося «Повстання у Воттсі».

## Початок заворушень
У середу ввечері одинадцятого серпня 1965 року білошкірий офіцер Каліфорнійського шосейного патруля Лі Мінікус за підозрою в керуванні транспортним засобом у нетверезому стані зупинив двадцятиоднорічного чорношкірого Маркета Фрая. Після того, як офіцер Мінікус переконався у фізичному стані затриманого, він викликав евакуатор для транспортування автомобіля на штрафну стоянку.
У цей час брат Маркета Фрая Рональд, який сидів поруч із братом під час затримання, вийшов із машини й зайшов у свій будинок і викликав на допомогу свою матір. Прибулий наряд поліції спробував заарештувати Маркета Фрая за допомогою фізичної сили. Ситуація загострювалася, й на місці затримання почав збиратися натовп місцевих жителів, які стали кричати на офіцерів поліції й кидати в них різні предмети. Мати Фрая і його брат вступили в сутичку з поліційним патрулем і були заарештовані разом із Маркетом Фраєм. Місцеві жителі продовжували збиратися навіть після того, як сім'я Фраїв була заарештована.
Для розгону натовпу, що зібрався на місці затримання, поліція прибувала кілька разів за ніч, і в моменти розгону поліціянтів атакували камінням. За результатами нічних рейдів було заарештовано двадцять дев'ять осіб.

## Повстання

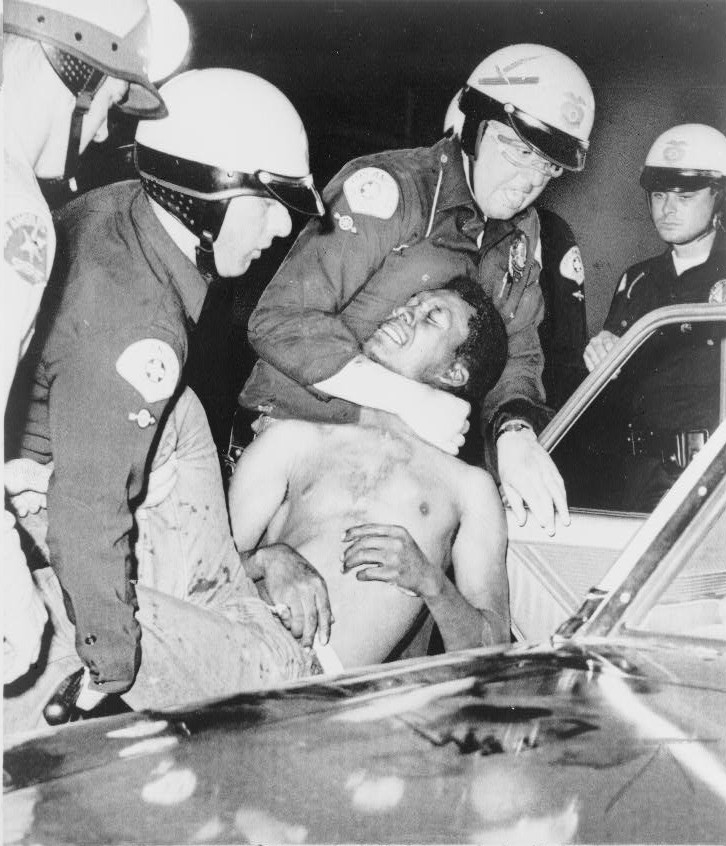
Арешт поліцією під час заворушень.

Після нічних подій поліція та лідери діаспор домовилися про проведення зборів у четвер, 12 серпня, для обговорення плану подальших дій задля зниження напруги, але збори провалилися. Після провалу переговорів шеф поліції Вільям Паркер звернувся за допомогою до частин Національної Гвардії в Каліфорнії. До п'ятниці, 13 серпня, заворушення на вулиці почали наростати й приблизно 2300 осіб з Національної гвардії намагалися підтримувати порядок. Опівночі на 14 серпня кількість гвардійців було збільшено до 3900 осіб.
У зоні заворушень оголосили воєнний стан і ввели комендантську годину. Район Південного Централу Лос-Анджелеса оточила Національна Гвардія. Для цього взяли 934 офіцерів поліції й 718 офіцерів із департаменту шерифа округу Лос-Анджелес.
Протягом п'яти днів у заворушеннях брали участь від 31 до 35 тисяч осіб і ще близько 70 тисяч їхніх прихльників. Багато білошкірих мешканців сприймали учасників заворушень як злочинців і мародерів, тоді як чорношкіре населення вважало заворушення «реагуванням на дії системи». Чорношкірий цивільний активіст Баярд Растин (англ. Bayard Rustin) писав у 1966 році: «справжнім досягненням заворушень у Воттсі стало те, що це була перша велика акція протесту негрів проти їхнього власного мазохізму, й вони зрозуміло показали, що більше не будуть покірно жити в нетрях».
Під час безладу відбувалися сутички з поліцією, блокувалася робота пожежних команд та їхнього виїзду на виклики, відбувалися напади на білошкірих водіїв. Від підпалів і грабунків страждали переважно білошкірі власники магазинів, що викликало їхнє сильне невдоволення.
Начальник поліції Лос-Анджелеса Вільям Паркер схарактеризував дії повстанців як поведінку «мавп у клітках». У результаті заворушень місту було завдано збитків на більш ніж 40 мільйонів доларів США й близько тисячі будинків були знищені або пошкоджені.
| Комерційні й приватні будівлі                | Громадські будівлі     | Разом |
| -------------------------------------------- | ---------------------- | ----- |
| Пошкоджено/спалено: 258                      | Пошкоджено/спалено: 14 | 272   |
| Розграбовано: 192                            |                        | 192   |
| Разом пошкоджено/спалено й розграбовано: 288 |                        | 288   |
| Знищено: 267                                 | Знищено: 1             | 268   |
| Разом: 977                                   |                        |       |

## Після повстання
У зв'язку з тим, що район Воттсу й раніше мав напружені соціальні та расові клопоти, відразу ж після безладу почали виникати припущення, що ж насправді призвело до повстання, й висловлювалися різні точки зору щодо цього. Для розслідування подій створили спеціальну комісію, яку очолив губернатор Пет Браун. Комісія на чолі з колишнім директором ЦРУ Джоном Маккоуном провела розслідування й 2 грудня 1965 року випустила звіт «Насильство в місті — кінець або початок? Звіт губернаторської комісії з розслідування заворушень у Лос-Анджелесі». У ньому надавалися висновки про те, що причиною заворушень став високий рівень безробіття, погана система початкової шкільної освіти й погані умови життя чорношкірого населення в районі Воттс. У звіті були представлені рекомендації для виправлення виявлених проблем: «підвищення грамотності населення та поліпшення програм дошкільної освіти, розвиток зв'язків між поліцією і представниками національних меншин, розвиток програм навчання, необхідних для влаштування на роботу, поліпшення медичного обслуговування, поліпшення системи громадського транспорту тощо». Більшість із представлених Комісією рекомендацій так і не були виконані.
Однак висновками Комісії обговорення подій не закінчилося, й у суспільстві побутувала велика кількість точок зору щодо повстання. Опитування населення показали, що частина населення пов'язувала події, що відбулися з діяльністю комуністичних груп, тоді як інша частина населення вважала причиною високий рівень безробіття й расову дискримінацію. Причому випадки прояву расизму та дискримінації розглядалися на слуханнях американської «Комісії з цивільних прав», які проходили в Лос-Анджелесі три роки тому. Однією з цілей тих слухань було створення правил щодо дій поліції проти чорношкірих мусульман, які, як вважалося, необґрунтовано дискримінувалися.
Навіть після завершення безладу в суспільстві сперечалися щодо причин, що призвели до таких подій, а через два дні після початку заворушень у Воттсі з промовою виступив Мартін Лютер Кінг. Як вважається, додатковою причиною заворушень стала реакція на проєкт виправлень до закону про заборону расової дискримінації під час оренди або придбанні житла.

## Додаткові джерела
- Cohen, Jerry and William S. Murphy, Burn, Baby, Burn! The Los Angeles Race Riot, August 1965, New York: Dutton, 1966.
- Conot, Robert, Rivers of Blood, Years of Darkness, New York: Bantam, 1967.
- Guy Debord, Decline and Fall of the Spectacle-Commodity Economy, 1965. A situationist interpretation of the riots російський переклад
- Horne, Gerald, Fire This Time: The Watts Uprising and the 1960s, Charlottesville: University of Virginia Press, 1995.
- Thomas Pynchon, «A Journey into the Mind of Watts», 1966. full text
- David O 'Sears, The politics of violence: The new urban Blacks and the Watts riot
- Clayton D. Clingan, Watts Riots
- Paul Bullock, Watts: The Aftermath. New York: Grove Press, Inc., 1969.
- Johny Otis, Listen to the Lambs. New York: WW Norton and Co. 1968. Наступні